# 山寮 (彰化縣大城鄉)
山寮，原寫為山藔，是臺灣彰化縣大城鄉的一個傳統地域名稱，位於該鄉中部偏西北地帶。相較於今日行政區，其範圍大致包括菜寮村、永和村西北部。

## 歷史
台灣清治末期至日治初期，山寮地區為一街庄，稱為「山藔庄」，隸屬於深耕堡。該庄北與外五間藔庄為鄰，東及東南與大城厝庄為鄰，西南邊為公館庄，西邊為西港庄。。
1901年（日治明治三十四年）11月，全台廢縣廳改設二十廳，該庄隸屬於彰化廳。1903年（明治三十六年）6月，該庄編入「大城厝區」，隸屬於彰化廳。1909年（明治四十二年）10月，合併二十廳為十二廳，大城厝區改隸屬於臺中廳。1920年（大正九年），廢廳、支廳、區、街庄（舊制）改設州、郡、街庄（新制）、大字，該庄改制並雅化為「山寮」大字，隸屬於臺中州北斗郡大城庄。
戰後大城庄改制為大城鄉，隸屬於臺中縣，大字亦改制為村。1950年10月，中、彰、投分治，大城鄉改隸屬彰化縣。

## 聚落
本地區發展較早的聚落有菜藔、蔡厝藔、吳厝藔、山藔等，在日治期初期的官方地圖上已有記載。其中位於東北部的菜藔聚落規模最大，遠勝於位於西南部的山藔聚落。此外，本地區尚有永和聚落。

## 交通
縣道152號（南平路）是大城鄉公館至名間鄉的道路，大致以西北西—東南東走向蜿蜒經過山寮地區南部。由該道路向西北西可前往公館與西港交界地帶並止於省道台17線路暨省道台61線高架道路大城交流道，向東南東可前往大城市區、竹塘、埤頭南部、溪州、二水、名間等地。
鄉道彰159線（大成路、永和路、南平路、北五路）是外五間厝至下牛稠的道路，大致以北北西—南南東走向由本地區北部邊界入境並轉南南西，其後轉東南東進入菜寮聚落，至路口轉南南東蜿蜒而行，至鄉道彰159線起點路口轉西南，經菜寮排水溝過溝橋後轉南南西，出聚落後續行至縣道152號路口，轉東南東與其共線約30公尺，至本地區東部邊界地帶的北五路路口轉南南西大致沿邊界而行以至出境。由該道路向北北西轉西北可前往外五間寮、外五間寮與三塊厝交界地帶並止於鄉道彰158-1線路口，向南南西可前往大城與公館交界地帶、公館與下山腳交界地帶、公館與下牛稠交界地帶、下牛稠並止於海墘堤防道路路口。
鄉道彰159-1線（西勢路）是菜寮至下山腳的道路，其北側端點位於菜寮聚落的鄉道彰159線路口。由此向東南東轉南南東出聚落後續行，出境後可前往大城市區、下山腳並止於縣道143號路口。
鄉道彰161線（東平路）是王厝寮至街子的道路，其北側端點位於本地區西部南段凸出部分的南側邊界縣道152號路口。由此向西南西可前往公館、公館與頂海墘厝交界地帶、頂海墘厝、下海墘厝並止於街仔聚落東郊的鄉道162號路口。
鄉道彰165線（北六路）是吳厝寮至四股的道路，其北側端點位於本地區南部偏西的縣道152號路口。由此向南南西直行，出境後可前往公館東南部、下海墘厝與下牛稠交界地帶的海墘堤防道路路口。